# Kalbionora
Kalbionora is een monotypisch geslacht van korstmossen behorend tot de familie Malmideaceae. Het bevat alleen Kalbionora palaeotropica